# Dun-le-Palestel
Dun-le-Palestel este o comună în departamentul Creuse din centrul Franței. În 2009 avea o populație de 1.174 de locuitori.

## Evoluția populației
| An        | 1975  | 1982  | 1990  | 1999  | 2006  | 2009  |
| --------- | ----- | ----- | ----- | ----- | ----- | ----- |
| Populație | 1.330 | 1.293 | 1.203 | 1.106 | 1.133 | 1.174 |